# Église du Sacré-Cœur de Münster
L'Église du Sacré-Cœur de Münster est une église catholique située dans la ville de Münster en Allemagne.
C'est la plus haute église de la ville .

## Historique
La construction a commencé en 1895 et s'est terminée en 1900 .
L'architecte est Wilhelm Rincklake

## Dimensions
Les dimensions de l'édifice sont les suivantes :
- Hauteur de la nef : 24 m
- Longueur : 61 m
- Hauteur de la tour : 96,6 m
- Largeur : 22 m